# Airgam S.A.
Airgam S.A. fue una empresa catalana de juguetes, propiedad de José Magriá Deulofeu (1925 - 18 de noviembre de 2007) y Jorge Magriá Deulofeu (1936). El nombre de la empresa es su primer apellido al revés.
Fabricó, entre otros, a partir del año 1976 unas figuras de plástico, de estética infantil y simpáticas, llamadas Airgam Boys.